# 同一性
同一性（どういつせい）とは、主に英語の「identity」を翻訳した語であり、多義語である。日本語に即して説明すれば、ひとくちに同一性といっても二種類の意味があり、「Aは何者なのか」という意味での同一性と、「AとBは同じだ」という意味での同一性がある。さらに以下のように細分化して言い換えられる。
- 「Aは何者なのか」 →「定義」「本質」とも言い換えられる同一性
  - 「私は何者なのか」→自己同一性（identity、self identity、カタカナで「アイデンティティ」というときは大抵これ） 
    - 「私の性別は何なのか」→性同一性（gender identity）
- 「AとBは同じだ」 →「定義」「本質」とは言い換えられない同一性
  - 「AとBは同一個体だ」 →数的同一性[1]（numerical identity）、不可識別者同一の原理（英語版）
    - 「過去のそれと現在のそれは同一個体だ」 →通時的同一性（diachronic identity）、テセウスの船の同一性
      - 「過去の私と現在の私は同じ私だ」 →人格の同一性、自己斉一性、自己の連続性、解離性同一性障害の同一性

  - 「AとBは同一個体ではないが「同じ」だ」 →質的同一性[1]（qualitative identity）、または同一性の問題というよりメタファーなどの問題
    - 「著作物において引用元と引用後が同じ内容だ」を意味する法律用語 →同一性保持権（right to integrity）

  - 「エベレストとチョモランマは同じだ」 →「意義と意味」に関する同一性
  - 「私の車とあなたの車は同じだ」→「タイプとトークン」に関する同一性
  - 「AとAは同じだ」を意味する論理学用語 →同一律（英語版）

この記事では、上記すべてをひっくるめて扱う。なお、同一性の対概念として差異性がある。

## 語源
英語の「identity」の語源は、ラテン語の「idem」に由来する。この「idem」という語の意味は、英語の「the same」におおよそあたる。このことから、英語の「identity」は「sameness」とも言い換えられる。

## 同一性と哲学
同一性は西洋の伝統としての哲学上、もっとも重要な概念のひとつであり、同一性によって、あるものは存在ないし定在として把握される、あるいは定立される。
哲学では、自分自身と一致しているべきもの、自己同一的に存在するもの、他のものに依存して存在するのではないものを実体（羅：substantia）という。
また、伝統的には「それは何であるか」という問いに対する答えとして与えられるものとして、現実に存在するあるものが、それ自身と同一であるという場合、そのために最低限持っていなければならない性質を考えることができる。このような性質を本質（ほんしつ）（希 ουσια (ousia), 羅 substantia / essentia）という。これに対して、本質の対語である実存(existentia)とは、外に立ち出たものex-sistereの意であり、現実に存在していることをいう。
または、同一性とは他のものから対立区分されていることで変わらずに等しくある個の性質をいう。そのような対立区分される個がないという意味での差異性の対語。このときの差異性とは従って万物斉同性とも無とも言える。区分としての差異性との間を区分しておかないと正しく理解できない。古代ギリシャが確立した論理学には同一律があるが、それは同一性の律なのである。その同一性は常に個の同一性なのである。従って、西洋的に論理的であると必然的に（個の存在と連動する）同一性志向になる。インドや東アジアの伝統はこの、同一性と一体の論理を志向しない。
特に自己同一性(self-identity)というとき、あるものがそれ自身（self、ギリシア語のautosに由来）と等しくある性質をいう。

### 古代哲学
パルメニデスは、「一なるもの」（to hen）を実体として考えた。これは、「あるものはあるし、ないものはない」という考え方によるもので、あるものが他のものに変化するという生成変化は、これを実体に帰することはできないという思想を表現したものである。
これを受け継いだプラトンのイデア説では、感覚によって捉えられた生成変化する現象界を根拠づけるものとして、理性によって捉えられたイデアの世界を立てた上、感覚的事物と対比された範型たるイデアこそが実体であると考えられた。イデアは、それ自身によって存在しているもの、そのもの自身であり、あるべきとおりにあるものである。これに対して、現象界にあるものは、いわばイデアの影であり、自己同一性の根拠であるイデアに依存して存在しているものにすぎないことになる。
これに対してアリストテレスでは、なにものかで潜在的にありうる質料は、形相による制約を受けてのみ、具体的個物として現実にそのものとなると考えられており、この具体的個物を、普遍者である第二実体と対比された場合の第一実体にあたるものとしている。この第二実体と第一実体との区別は、後の中世哲学に継承されて本質存在と現実存在との区別として現れることになる。

### 中世哲学
中世哲学においては、唯名論(nominalism)と実念論(realism)とが対立した（普遍論争）。類的概念の実在性を肯定する実念論では、アダムと他の人間とは同一であると考えられるため、アダムの犯した罪を全ての人間が負うという原罪の問題は解決される。このような立場では、本質的に同一であるものが、現実的にも同一であると主張されていることになる。これに対して唯名論では、類的概念の実在性は否定され、たとえばある人間と他の人間との差異性が強調される。

### 近代哲学
スピノザは、それ自身のうちにあり、それ自身によって考えられる自己同一的な実体は神のみであるとした。また神の本質の永遠の必然性に由来するものとして、現実的な個体が自己自身を固執する力としてのコナトゥスを認めた。
ライプニッツは、識別できない2つの個体はないとする不可識別者同一の原理を立てた。この原理は、Xのもつ全ての性質をYがもち同時にYがもつ全ての性質をXがもつとき、X=Yが成り立つことを示すものと解されている。
ドイツ観念論においては、カントは「純粋理性批判」に於いて、ヒュームの「人間本質論」に於ける人格の同一性の原理の否定を受けて、デカルトの「私は思惟する」という自覚の同一性は、確かに自我の表象に伴うものであるが、「物自体」として認知不可能な「超越論的自我（transzendentales Ich）」であり実在的同一性ではない（存在命題は導かれない）とした（人格性の誤謬推理）。また「存在は述語」でないとして、本質存在から現実存在を導出するものとしての本体論的証明を退けた。そして彼は実在的同一性に基く合理的心理学を退け、経験的自我についてのみ他の現象する対象と同様の認識の可能性を認める「経験的心理学」を主張した。そしてこの経験的自我の背後にあってそれを可能たらしめる物自体に、主体に内在化されて定言命法に基く道徳的行為の原動力となる人格の根拠としての霊魂を認めたのである。しかし前者は精神医学や行動主義心理学に影響を与え、後者はロナルド・D・レインの「反精神医学（anti-psychiatry）」を経て英国の2003年の「性別移行者に関する政府政策」やジョグジャカルタ原則前文の、性同一性を深く感じられた内的経験（意識）に求める定義に影響を与えた。
ヘーゲルでは、「実体は主体である」と宣言され、自己矛盾がないという意味での同一性（ヘーゲルにあっては悟性的と形容される）とは区別されるところの、弁証法的発展における矛盾の止揚が説かれている。

### 現代思想
同一性に対する差異に関連したデリダの造語に、自己同一性が他者に先立たれていることを示すものとしての、「違い」と「遅れ」を兼ね備えた差延がある。この立場からは、先だった他者の排除によってその痕跡（差延）を残しつつ作り出されたものとしての自己同一性を対象とした脱構築が語られる。
同一性と関連する思考実験として「スワンプマン」という話がある。これは沼で雷に打たれて男が死に、同時に別の雷によって死んだ男の原子レベルコピーがドロから出来上がる、という話である。関連する哲学的ゾンビは、内面的な経験を欠く他は、観測できる一切の物理的状態に関して普通の人間と区別できないゾンビを意味する。

### 同一性概念を否定する思想
仏教では、同一性が否定される無常、および同一性を担う自己自身が否定される無我が説かれる。般若経では色即是空と説かれる。これは形作られたものには自己同一的な実体はないこと、他によって存在しているものであり、縁起していることを意味している。

## 同一性と心理学
心理学や精神医学では人格の連続性、すなわち時や場所によらずに自分は自分であると確信できる連続した自我状態は、自我同一性(ego identity)といわれる。ヤスパースは、私がするという能動性、私は一人であるという単一性、私は時間が流れても私であるという同一性、外界と他人に対する自我の意識（自他の区別）という自我の四つの特性をあげている。通常は1つの身体につき1つの同一性が矛盾しない状態で存在するが、これが損なわれる精神疾患に解離性同一性障害（1つの身体に複数の同一性が存在する疾患）などがある。このような障害においては、本人が喪失した記憶を有する別人格が登場する。

## 同一性と生物学
生物学では、生物の単位としての個体は、物質を分解して得たエネルギーで合成を行う異化および同化（代謝）において恒常性を維持し、エントロピーを外部に排出する定常開放系として、まとまった一個体としての活動を行う。自然界での具体的な生物は、個体としてその姿を現す。また生命の特徴の一つに自己複製がある。自己複製に関連した語には、自己言及性をもち無限の自己複製を可能とするオートポイエーシス、自己複製（生殖）の単位を遺伝子として捉えた利己的遺伝子、および自己複製の単位を情報として捉えたミームがある。

## 同一性と論理学(同一律)
論理学において、同一律とは、「命題AはAである(A=A)」とする原則のことである。無矛盾律、排中律とともに、古典的な思考の三原則のひとつに数えられる。
同一律は、「すべての事物（命題）はそれ自身と同一であり、他の事物（命題）とは異なる」ということを意味する。このことから、すべての事物（命題）は、（普遍的なものであるにせよ、特異的なものであるにせよ、）それ自身に特有の性質・特徴を備えている、ということになる。古代ギリシア人は、これを本質(essence)と呼んだ。同じ「本質」をもつ事物は同じものであり、異なる「本質」をもつ事物は異なるものとなる。
「ＡはＡである」というのは、その象徴的な表現である。１つ目の命題は主語（もの）、２つ目は述語（本質）を表しており、ＡとＡを結びつける「は」という語（コピュラ）は、両者の関連性を指す。
さらに、言葉の定義とはその言葉の指す事物の本質の表現であることから、事物が本質として何を指すのかはその定義を通じて決定される、ということになる。
例えば、「法律家とは、法律を扱う資格・権威のある人間である」という決定的命題があるとき、主語（法律家）および述語（法律を扱う資格・権威のある人間である）は同一のものであると宣言されている。結果として、同一律により、「法律を扱う資格・権威のある人間」以外のいかなるものも「法律家」と呼んではいけないことになる。しかし、「法律を扱う資格・権威のある人間」を「法律家」以外で呼んではいけない訳ではない。

## 同一性と数学
集合論においては、二つの集合は、その内包ないしは定義が異なっていても、その外延が同一であれば同一である。このことは形式的には、外延性の公理により表される。
主流の数学基礎論においては、公理的集合論を基礎とするため、二つの数学的対象が同一であるとは、厳密にいえば、集合として同一ということである。ただしこの条件は実際には厳しすぎるため、自然な対応が存在するような数学的対象の間では同一視が行われ、単に同型なだけではなく同一のものとして扱われる。同型写像#等式との関係も参照。

## 同一性の諸相
言語学では、修辞技法としてのメタファー metaphorは、同一性よりはむしろ類似性similarityをあらわす潜在的な直喩 simileと解される。たとえば「彼はライオンである」というようなメタファー(A is  B)であれば「彼はライオンのようである」という潜在的な直喩(A is like  B)と解される。
法律学では、著作者人格権の一種である同一性保持権（どういつせいほじけん）（right to the integrity of the work）とは、著作物及びその題号につき著作者の意に反して変更、切除その他の改変を禁止することができる権利のことをいう（日本の著作権法20条1項前段）。
経済学では、交換経済においては、貨幣は将来の財・サービスと交換可能な点、記号ないし代理としての同一性を有する。ただし、交換価値が何らかの方法で保証される必要がある。また貨幣には計算単位としての機能がある。これは共通の尺度としての貨幣が、異なる財を同一のもの（貨幣）に置きかえることで、それらの間での計算を可能とするというものである。
工学では、互換性を満たす部品は、機能の点で同一性を保証され、置き換え可能である。そのためには、あらかじめ標準としての規格を定めておくことが必要である。